# Флаг Британской Территории в Индийском Океане
Флаг Британской Территории в Индийском Океане — неофициальный символ Британской Территории в Индийском Океане.
Флаг был принят 8 ноября 1990 года, однако до сих пор является полуофициальным[неизвестный термин]. Отношение сторон флага — 1:2.
Корона и флаг Великобритании символизируют принадлежность к Объединённому Королевству, извилистые синие линии — волны Индийского океана, а кокосовая пальма — основную растительность островов.